# Ossaea flaccida
Ossaea flaccida är en tvåhjärtbladig växtart som beskrevs av Alexander Curt Brade. Ossaea flaccida ingår i släktet Ossaea och familjen Melastomataceae. Inga underarter finns listade i Catalogue of Life.